# Tadeusz Kałkowski
Tadeusz Kałkowski (ur. 4 lipca 1899 w Kamionce Strumiłowej, zm. 10 maja 1979 w Krakowie) – polski numizmatyk, kolekcjoner, inżynier komunikacji.

## Życiorys
Brał udział w wojnie polsko-bolszewickiej jako podoficer łącznikowy grupy lotniczej w sztabie generała Iwaszkiewicza, a potem jako tłumacz sztabowy z języka francuskiego. Ukończył studia na Wydziale Inżynierii Wodnej Politechniki Lwowskiej. W latach 1923–1928 pracował jako asystent w Katedrze Miernictwa. W latach 1928–1939 mieszkał z rodzina w Katowicach i pracował w Dyrekcji Okręgowej PKP. Podczas II wojny światowej został wysiedlony z rodzina do Krakowa. Po wojnie wraca do pracy na kolei organizując i pełniąc funkcję dyrektora Zarządu Odbudowy Kolie Państwowych. 
W latach 1952–1958 brał udział w budowie węzła kolejowego w Nowej Hucie.
W latach 1961–1967 pełnił funkcje dyrektora krakowskiego oddziału Pracowni Konserwacji Zabytków. W 1967 roku przeszedł na emeryturę.  
Był właścicielem cennego zbioru monet. W latach 1976–1977 Ministerstwo Kultury i sztuki zakupiło 469 monet piastowskich z jego zbiorów i przekazało do Muzeum w Malborku. Zasłynął jako popularyzator numizmatyki w Polsce (autor wielu prac). Był redaktorem pisma „Numizmatyk Krakowski” (Kraków od 1958 roku). 
W latach 1964-1967 wydawał w Będzinie i był redaktorem „Śląskich Zapisków Numizmatycznych”.  
Zmarł w Krakowie. Pochowany na cmentarzu Rakowickim.  

## Wybrane publikacje
- Tysiąc lat monety polskiej, Kraków: Wydawnictwo Literackie 1963 (wyd. 2 – 1974, wyd. 3 – 1981)[1].
- Dwa „skarby” szklanych monet dominialnych z XVII wieku – znalezione w Bieczu, Rzeszów 1971.
- Zagadkowe XI-wieczne denary z legendą HIADMERUS, Łódź 1974.